# Argut-Dessous
Argut-Dessous là một xã thuộc tỉnh Haute-Garonne trong vùng Occitanie ở tây nam nước Pháp. Xã nằm ở khu vực có độ cao trung bình 626 mét trên mực nước biển.